# Jack Renshaw

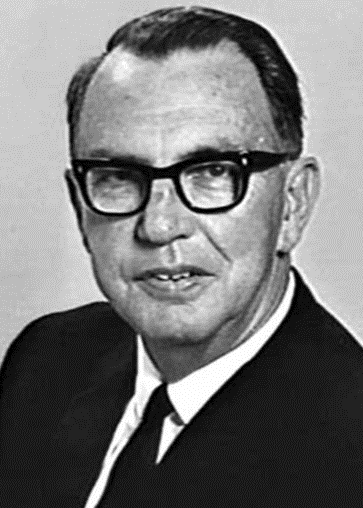
Jack Renshaw (1968)

John „Jack“ Brophy Renshaw AC (* 8. August 1909 in Wellington, New South Wales; † 28. Juli 1987 in Northbridge, New South Wales) war ein Politiker der Australian Labor Party (ALP) und zwischen April 1964 und Mai 1965 Premierminister von New South Wales.

## Leben

### Unternehmerische Tätigkeiten und Abgeordneter
Renshaw wuchs in Binnaway im Warrumbungle Shire auf und besuchte die Central School und die Patrician Brothers School sowie das Orange and Holy Cross College in Ryde. Im Anschluss trat er in den Familienbetrieb in Binnaway ein, der anfangs eine Molkerei und eine Milchviehfarm umfasste. Später begründete er mit seinen Brüdern auch Metzgereibetriebe, Lebensmittelgeschäfte, Öl- und Treibstoffdepots.
Renshaw, der 1930 Mitglied der Australian Labor Party wurde, begann seine politische Laufbahn in der Kommunalpolitik als er 1937 Ratsherr in Coonabarabran Shire wurde und diesem bis 1941 angehörte sowie von 1939 bis 1940 dessen Präsident war. Daneben war er zwischen 1939 und 1949 Mitglied des Wahlrates der ALP in Gwydir sowie seit 1940 Vorstandsmitglied der Weizenfarmerunion von Nordaustralien.
Am 10. Mai 1941 wurde Renshaw erstmals zum Mitglied der Legislativversammlung (Legislative Assembly) von New South Wales und vertrat in dieser nach mehreren Wiederwahlen fast 39 Jahre lang bis zum 29. Januar 1980 den Wahlkreis Castlereagh. Daneben war er zwischen 1945 und 1950 Mitglied des Zentralen Exekutivvorstands der ALP in New South Wales.
Im Juni 1950 wurde er Staatssekretär für Ländereien und war danach von April 1952 bis März 1956 Staatssekretär für öffentliche Arbeiten. Daneben war er zunächst bis Februar 1953 Vizeminister für Kommunalverwaltung.

### Minister und Premierminister
Im Februar 1953 berief ihn Premierminister Joseph Cahill zum Minister für Kommunalverwaltung in dessen Kabinett. Diese Funktion übte er zum Ende von Cahills Amtszeit im Oktober 1959 aus und war zeitgleich zwischen März 1956 und Oktober 1959 Minister für die Hauptverkehrsstraßen (Minister for Highways).
Cahills Nachfolger als Premierminister, Robert Heffron, ernannte ihn anschließend im Oktober 1959 zum Vize-Premierminister. Diese Funktion bekleidete Renshaw bis zum Ende von Heffrons Amtszeit am 30. April 1964. Daneben war er zeitgleich von Oktober 1959 bis April 1964 Schatzminister (Treasurer), zwischen Mai 1960 und März 1961 Minister für Ländereien, von März 1961 bis März 1962 Landwirtschaftsminister sowie zwischen März 1962 und April 1964 Minister für industrielle Entwicklung und Dezentralisierung.
Gleichzeitig war er zwischen 1959 und 1964 stellvertretender Vorsitzender der ALP, ehe er anschließend von 1964 bis 1968 Vorsitzender der Australian Labor Party in New South Wales war.
Am 30. April 1964 wurde Renshaw als Heffrons Nachfolger schließlich selbst Premierminister von New South Wales und bekleidete das Amt etwas mehr als ein Jahr bis zu seiner Niederlage gegen Robert Askin von der Liberal Party of Australia am 13. Mai 1965. Während dieser Zeit war er zugleich auch weiterhin Schatzminister und Minister für industrielle Entwicklung und Dezentralisierung.
Das Amt des Schatzministers bekleidete er abermals zwischen Mai 1976 und Januar 1980 in der Regierung von Premierminister Neville Wran.
Renshaw engagierte sich über 25 Jahre auch im Cricketclub von Sydney, dem Sydney Cricket Ground, und war dort zwischen 1952 und 1978 Trustee sowie von 1972 bis 1977 Vorsitzender des Treuhandgremiums.
Für seine langjährigen Verdienste wurde Jack Renshaw 1979 Companion des Order of Australia.